# 通事舍人
通事舍人始置於東晉，是中國及朝鮮古代官职。
通事最早是管理外交之事務，《周礼·秋官·掌交》郑玄注：“通事，谓朝觐聘问也。”東晉時置通事舍人，用於传达皇帝旨意。唐朝時，通事舍人隶屬中书省。《元史·百官志五》：“译史、通事、知印各二人。”